# Diether Deneke
Diether Deneke (* 27. Oktober 1918 in Berlin; † 16. April 2002 in Bad Honnef) war ein deutscher Naturschützer und Politiker (SPD).

## Leben

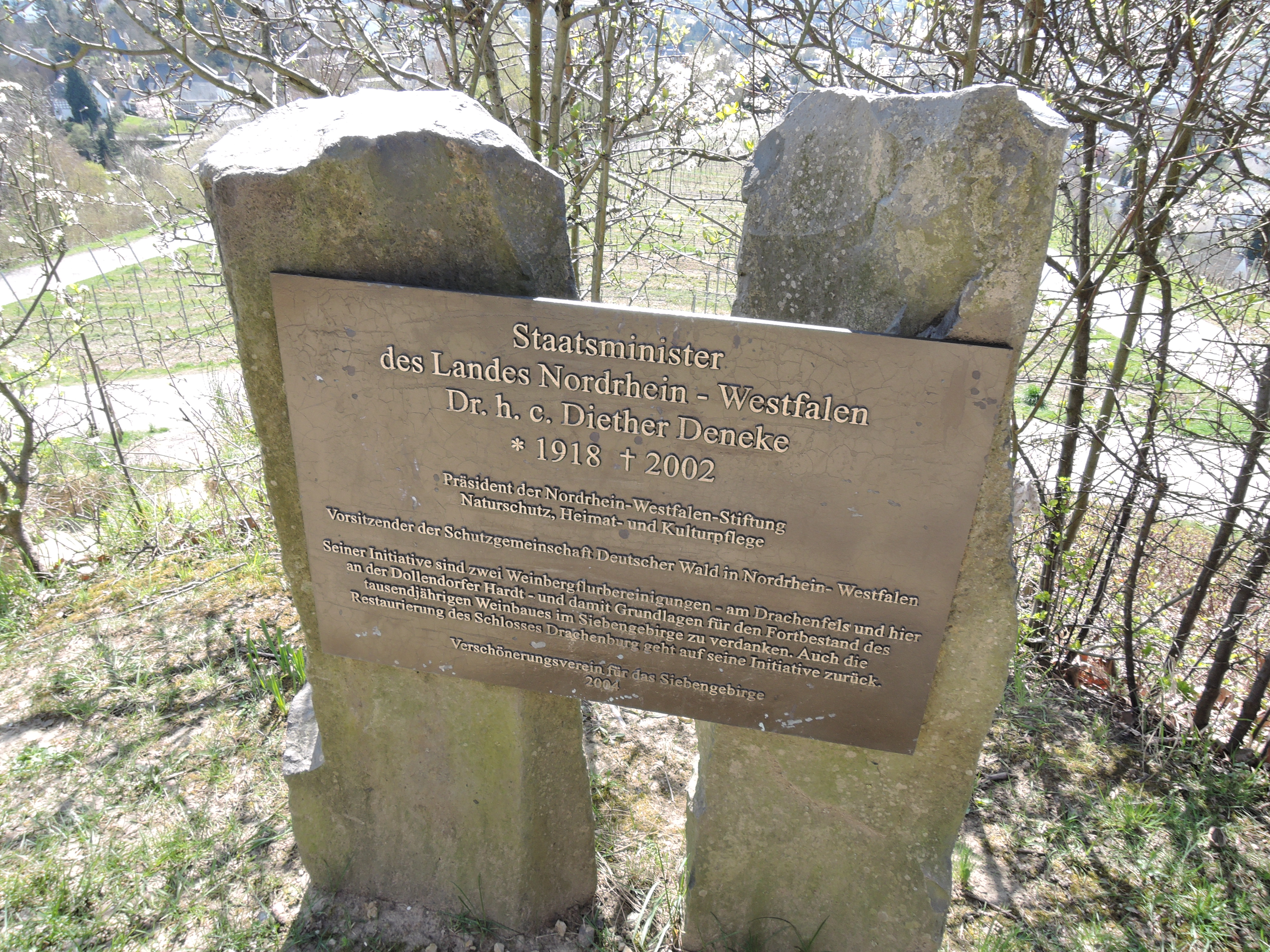
Gedenktafel im Weinbaugebiet von Oberdollendorf

Diether Deneke wurde als Sohn des späteren Archiv- und Museumsdirektors Günther Deneke in Berlin geboren. Sein Bruder war der Journalist, Soziologe und Politiker Volrad Deneke. Nach dem Besuch der Volksschule in Wernigerode und der Obersekundareife im Jahr 1934 an einem Berliner Gymnasium absolvierte er eine Gärtnerlehre am Schloss Sanssouci in Potsdam, die er mit der Gehilfenprüfung abschloss. Von 1937 bis 1939 arbeitete er als Gärtnergehilfe in gärtnerischen und landwirtschaftlichen Betrieben in der Altmark, in Magdeburg und in Leipzig. Im Jahr 1939 bestand er das Abitur als Externer. Ein Jahr später wurde er zur Wehrmacht eingezogen, nahm als Soldat am Zweiten Weltkrieg teil, war u. a. in Neapel und Afrika stationiert und wurde zuletzt zum Oberleutnant der Reserve ernannt. Bei Kriegsende geriet er in Gefangenschaft.
Nach seiner Entlassung aus der Kriegsgefangenschaft arbeitete Deneke zunächst als Gärtner. Er wurde seit Juli 1947 als Angestellter in der Verwaltung des Vereinigten Wirtschaftsgebietes beschäftigt, wechselte später ins Bundesministerium für Ernährung, Landwirtschaft und Forsten und war dort seit 1956 Vorsitzender des Personalrates. Im Jahr 1966 schied er als Regierungsdirektor aus dem Verwaltungsdienst aus. Deneke schloss sich 1949 der Gewerkschaft Gartenbau, Land- und Forstwirtschaft (GGLF) an, wurde 1964 in deren Hauptvorstand gewählt und war zeitweise Vorsitzender des GGLF-Landesbezirkes Nordrhein-Westfalen. Außerdem fungierte er seit 1972 als Sprecher der Arbeitsgemeinschaft Garten- und Landschaftspflege.
Denekes Name ist vor allem mit dem Landschafts- und Naturschutz verbunden. In den Jahren 1981 bis 1991 war er NRW-Landesvorsitzender der Schutzgemeinschaft Deutscher Wald, die ihn im Oktober 1993 zum Ehrenmitglied ernannte. 1982 wurde er Präsident des Verbandes Deutscher Naturparke in Hamburg. Darüber hinaus wirkte er als Landesvorsitzender des BUND in Nordrhein-Westfalen sowie als Präsident der Nordrhein-Westfalen-Stiftung Naturschutz, Heimat- und Kulturpflege. Die Sanierung von Schloss Drachenburg geht auf seine Initiative zurück. Durch von ihm initiierte Flurbereinigungen am Drachenfels und auf der Dollendorfer Hardt konnte der Fortbestand des Weinbaus in Königswinter gesichert werden. Weiterhin förderte er den Zusammenschluss der Naturschutz- und Heimatvereine in der als Dachverband firmierenden Landesgemeinschaft Naturschutz und Umwelt Nordrhein-Westfalen (LNU).
Diether Deneke war verheiratet und hatte zwei Töchter. Er lebte zuletzt in Königswinter und starb am 16. April 2002 in Bad Honnef.

## Partei
Deneke trat im Jahr 1949 in die SPD ein und war seit 1956 Mitglied des Agrarpolitischen Ausschusses beim Parteivorstand. Außerdem war er Vorsitzender des agrar- und grünpolitischen Arbeitskreises beim Landesvorstand der SPD Nordrhein-Westfalen.

## Abgeordneter
Deneke war von 1957 bis 1961 Ratsmitglied der Gemeinde Oberkassel. Von 1960 bis 1966 war er Kreistagsmitglied des Siegkreises und dort Vorsitzender der SPD-Fraktion. Dem Nordrhein-Westfälischen Landtag gehörte er als Nachrücker vom 13. November 1961 bis 1962 sowie erneut gewählt von 1970 bis 1985 an. Er war stets über die Landesliste ins Parlament eingezogen.

## Öffentliche Ämter
Deneke wurde am 8. Dezember 1966 als Minister für Ernährung, Landwirtschaft und Forsten in die von Ministerpräsident Heinz Kühn geführte Regierung des Landes Nordrhein-Westfalen berufen und war seit dem 20. September 1978 auch Mitglied der von Ministerpräsident Johannes Rau geleiteten Folgeregierung. Während seiner Amtszeit wurden das Landesforstgesetz (1969), das Landesfischereigesetz (1972), das Landschaftsgesetz (1975) und das Landeswassergesetz (1978) verabschiedet. Aus Protest gegen den geplanten, aber später nicht realisierten Bau der Bundesautobahn A 4 durch das Rothaargebirge trat er am 3. Mai 1979 von seinem Amt zurück.

## Ehrungen
- 1973: Großes Verdienstkreuz der Bundesrepublik Deutschland[1]
- 1975: Ernst-Schröder-Medaille
- 1987: Verdienstorden des Landes Nordrhein-Westfalen[2]
- Goldene Plakette der Landwirtschaftskammer Rheinland
- Goldene Plakette der Landwirtschaftskammer Westfalen
- Goldene Verdienstmedaille des Zentralverbandes Gartenbau
- Ehrenmitglied des Bundes Deutscher Landschaftsarchitekten
- Ehrendoktorwürde der Landwirtschaft (Dr. h. c.), 1977 Universität Bonn[3].